# Alexander Montgomerie (10e comte d'Eglinton)
Pour les articles homonymes, voir Alexander Montgomerie et Montgomerie.
Alexander Montgomerie, 10e comte d’Eglinton (10 février 1723 - 25 octobre 1769), est un pair écossais.

## Biographie
Il est le fils d'Alexander Montgomerie (9e comte d'Eglinton). Sa mère, qui est la troisième épouse du 9e comte, est Susanna, comtesse d'Eglinton, une beauté célèbre. Il est le grand maître de la Grande Loge d'Écosse de 1750 à 1751.
Lord Eglinton est l'un des premiers propriétaires écossais à apporter des améliorations à son domaine. Il planifie et construit le village de conservation d'Eaglesham, dans le Renfrewshire, en 1769, autour du plan de base d'une capitale 'A'. Il fait découvrir au jeune James Boswell les joies de la société londonienne au début des années 1760 et figure en bonne place dans le Boswells London Journal, 1762-1763.
Le 24 octobre 1769, le comte est tué sur la plage près de son domaine d'Ardrossan par un agent des accises ou Gaudger (écossais), Mungo Campbell, à la suite d'un différend sur le droit de ce dernier de porter les armes sur le terrain du comte. Le comte est décédé de ses blessures abdominales tard dans la soirée. Campbell est reconnu coupable de meurtre mais s'est suicidé avant que la peine puisse être exécutée.
Son frère Archibald Montgomerie (11e comte d'Eglinton) lui succède.